# Gunter (Texas)
Gunter város az USA Texas államában, Grayson megyében. Lakosainak száma 2060 fő (2020. április 1.).

## Népesség
A település népességének változása:

| 2010 | 1 498 |
| 2020 | 2 060 |